# Лемур
Лемур је сисар који припада реду приматa  с изудженом њушком и крупним очима које су смештене са стране.
Њихов нокат на другом прсту задњих ногу је у облику канџе док су сви остали равни. Сви лемури се спретно пужу и веру по дрвећу, па су зато и названи верачи. Пошто не живе дуго када су затворени, не могу се наћи често по зоолошким вртовима. Хране се воћем, инсектима, а понекад и ситним птицама и гмизавцима.
Ове ноћне животиње живе у прашумама Мадагаскара, Африци и понегде у Азији, иако су се неки прилагодили отворенијим и сушним западним деловима острва. Некада су живели и у Европи и Америци, где су проађени њихови фосилни остаци. Од свих других антропоидних или човеколиких мајмуна, лемур се разликује по томе што има издужено лице лисичјег изгледа и издужену канџу уместо нокта на другом ножном прсту.
Поред човека, највећи непријатељи су им орлови. Опстанак готово свих врста полумајмуна је угрожен уништавањем њихових природних станишта и криволоволовом ради трговине егзотичним животињама или их локално становништво лови за исхрану.

## Групе лемура
Са изузетком ај-ај-а, индрија и сифаку, научници деле лемуре у три групе.

### Прва група
- Патуљасти лемури

Они су ретко дужи од 30 центиметара. Имају китњасти реп и издужено лице. Крзно им варира од црвене до сиве боје, а трбушни део може бити жути или бео.

### Друга група
- Прстенорепи лемури

Они су величине од 51 cm до 102 cm. Имају, такође, веома длакав реп. Прстенорепи лемур је сив, са црно-белим прстеновима на репу.
- Лемури огрличари

Они су највећи од свих лемура. Налик су панди. Црно-беле су боје, понекад са мало црвенкастог.

### Трећа група
- Ласичасти или хитри лемури

Они су приближно величине највећег патуљастог лемура. Ова животиња има дугачке задње ноге и биљојед је.

## Распрострањеност
Највише их живи на Мадагаскару, на којем лемури чини половину свих сисара. Има их нешто и у источној  и субсахарској Африци, одакле, су, претпоставља се, на ово острво досплаварили њихови преци. Има их и у јужној Индији и на Цејлону те по свим острвима између Индије и Аустралије. Та чињеница је својевремео провоцирала  претпоставку о постојању хипотетског копна „Лемурије“, које је незнано  давно потонуло у Индијски океан. Пре тога, преко њега,  лемуроиди су се  раселили у јужноазијаска подручја.

## Особине

### Чула
Чуло мириса, или њух, је веома важно за лемуре и често се користи у комуникацији. Лемури имају дуге њушке (у поређењу са кратким њушкама хаплорина) за које се традиционално сматра да позиционирају нос ради бољег њушења, иако дугачке њушке не морају нужно да се преведу у високу оштрину мириса јер није релативна величина носна шупљина која је у корелацији са мирисом, али густина мирисних рецептора. Уместо тога, дуге њушке могу олакшати боље жвакање.
Мокар нос, или ринаријум, је особина која се дели са другим стрепсиринима и многим другим сисарима, али не и са приматима хаплорином. Иако се тврди да побољшава чуло мириса, то је заправо чулни орган базирран на додиру који се повезује са добро развијеним вомероназалним органом (ВНО). Пошто су феромони обично велики, неиспарљиви молекули, ринаријум се користи за додиривање предмета обележеног мирисом и пренос молекула феромона низ филтрум (назални расцеп средње линије) до ВНО преко назопалатинских канала који путују кроз резни део. форамен тврдог непца.
Да би комуницирали мирисом, што је корисно ноћу, лемури ће мирисати мокраћу ради распознавања територије, као и мирисне жлезде које се налазе на зглобовима, унутрашњој страни лакта, гениталним пределима или врату. Кожа скротума већине мужјака лемура има мирисне жлезде. Руфед лемур (род Varecia) и мужјаци сифаке имају жлезду на дну врата, док велики лемур бамбусар (Prolemur simus)) и прстенасти лемур имају жлезде унутар надлактица близу пазуха. Мужјаци прстенастог лемура такође имају мирисне жлезде на унутрашњој страни подлактица. Такође ће обрисати реп између подлактица, а затим ће се упустити у „борбе смрадом“ машући репом својим противницима.
Сматра се да су лемури мање оријентишу визуелнинм путем од виших примата, јер се у великој мери ослањају на чуло мириса и детекцију феромона. Фовеа на мрежњачи, која даје већу оштрину вида, није добро развијена. Сматра се да посторбитални септум (или коштани затварач иза ока) код хаплоринских примата благо стабилизује око, омогућавајући еволуцију фовее. Са само посторбиталном шипком, лемури нису могли да развију фовеу. Стога, без обзира на  образац њихових активности (ноћни, катемерални или дневни), лемури показују ниску оштрину вида и високу сумацију мрежњаче. Међутим, лемури могу да виде шире видно поље од антропоидних примата због мале разлике у углу између очију, као што је приказано у следећој табели:
| Оптички углови и видна поља | Угао између очију | Бинокуларно поље | Комбиновано |
| --------------------------- | ----------------- | ---------------- | ----------- |
| Лемури                      | 10–15°            | 114–130°         | 250–280°    |
| Антропоидни примати         | 0°                | 140–160°         | 180–190°    |

Пошто конусне ћелије омогућавају вид у боји, сматра се да нису еволуирали да имају вид у боји. Показало се да најпроучаванији лемур, прстенасти лемур, види плаво-жуто, али му недостаје способност да разликује црвене и зелене нијансе.

### Метаболизам
Лемури имају ниске стопе базалног метаболизма (БМР), што им помаже да уштеде енергију током сушне сезоне, када су вода и храна оскудни. Они могу да оптимизују своју потрошњу енергије тако што ће снизити стопу метаболизма на 20% испод вредности предвиђених за сисаре сличне телесне масе. Црвенорепи разигрании лемур (Lepilemur ruficaudatus), на пример, наводно има једну од најнижих метаболичких стопа међу сисарима.

### Понашање
Понашање лемура варира као и њихова морфологија. Разлике у исхрани, друштвеним системима, обрасцима активности, кретању, комуникацији, тактикама избегавања предатора, системима узгоја и нивоима интелигенције помажу у дефинисању таксона лемура и издвајању појединачних врста.

### Дијета
Општи трендови сугеришу да најмање врсте првенствено конзумирају воће и инсекте (свеједи), док су веће врсте више биљоједи. Као и код свих примата, гладни лемури могу јести све што је јестиво, без обзира да ли им је драга храна или не. На пример, прстенасти лемур једе инсекте и мале кичмењаке када је то потребно због чега се обично посматра као опортунистички свеједи. Mirza coquereli углавном једе плодове али ће током сушне сезоне конзумирати излучевине инсеката.
Уобичајена претпоставка је да мали сисари не могу у потпуности да се опстану уз конзумирање биљне исхране и да морају имати високо калоричну исхрану да би преживели. Као резултат тога, сматрало се да исхрана сићушних примата мора да садржи много инсеката који садрже протеине (инсективори). Истраживања су, међутим, показала да мишји лемури, најмањи живи примати, конзумирају више воћа од инсеката, што је у супротности од популарне хипотезе.
Биљна храна и материјал чини већину исхране већине лемура. Припаднике најмање 109 познатих биљних породица на Мадагаскару (55%) лемури користе у својој исхрани. Пошто су лемури углавном арбореални, већина ових искоришћених врста су дрвенасте биљке, укључујући дрвеће, жбуње или лијане.
Многе веће врсте лемура једу лишће, посебно индрииде. Међутим, неки мањи лемури такође првенствено једу лишће, што их чини најмањим приматима који то чине. Најмањи лемури углавном не једу много лишћа. Документовано је да лемури конзумирају лишће са најмање 82 породица локалних биљака и 15 породица страних биљака. Лемури имају тенденцију да буду селективни у конзумирању дела листа или изданка, као и његове старости. Често су млади листови пожељнији од зрелих листова.
Многи лемури који једу лишће имају тенденцију да то раде у временима оскудице воћа, понекад због тога изгубе тежину. Већина врста лемура, укључујући већину најмањих лемура и искључујући неке од индриида, углавном једу воће (фрогивори) када је доступно. Заједно, документовано је да лемури конзумирају воће од најмање 86 аутохтоне породице биљака и 15 фамилије страних биљака. Као и код већине оних који једу тропско воће, у исхрани лемура доминира воће врсте Ficus (смоква). Код многих антропоидних примата, воће је примарни извор витамина Ц.
Познато је да су само осам врста лемура предатори семена (гранивори), али ово може бити недовољно пријављено јер већина опсервација извештава само о потрошњи воћа и не истражује да ли се конзумира и семе.

### Начин живота
Лемури су друштвени и живе у групама које обично укључују мање од 15 јединки.
Присуство друштвене доминације женки издваја лемуре од већине других примата и сисара; код већине примата, мужјаци су доминантни осим ако се женке не удруже да формирају коалиције које их замењују. Међутим, многе врсте Eulemur  су изузеци и код великог лемура бамбусара (Prolemur simus) ) не постоји доминацију женки.  Када су женке доминантне у групи, начин на који одржавају доминацију варира. Мужјаци прстенастог лемура делују покорно са или без знакова агресије женке. Мужјаци крунисаних лемура (Eulemur coronatus), с друге стране, понашаће се покорно само када се женке понашају агресивно према њима. Женска агресија је често повезана, али није ограничена на, храњење.
Има много хипотеза које су покушале да објасне зашто лемури имају у доминацију женки док други примати са сличним друштвеним структурама не, али није постигнут консензус након деценија истраживања. Доминантно гледиште у литератури наводи да је женска доминација пожељна особина с обзиром на високе трошкове репродукције и оскудицу расположивих ресурса.  Показало се да је доминација женки повезана са повећаним инволвиорањем мајки. Представљено је неколико хипотеза и модела који објашњавају доминацију женки код лемура.

### Избегавање предатора
Сви лемури доживљавају одређени притисак грабежљиваца. Уобичајена одбрана од грабљиваца укључује алармирање припадника врсте и мобинг предатора, углавном међу дневним лемурима. Способност скакања лемура можда је еволуирала ради избегавања предатора, а не због путовања. Ноћне лемуре је тешко видети и пратити ноћу и смањују њихову видљивост самим тражењем хране. Они такође покушавају да избегну предаторе тако што прикривају места за спавање, као што су гнезда, рупе на дрвећу или густа вегетација, Неки такође могу да избегавају области које предатори посећују тако што ће детектовати мирис њиховог измета и мењајући  више места за спавање. Младунци су заштићени док траже храну тако што их остављају у гнезду или их чувају на скривеној локацији, где младунче остаје непокретно у одсуству родитеља.
Дневни лемури су видљиви током дана, па многи живе у групама, где бројност помаже у откривању предатора. Дневни лемури користе и реагују на позиве за узбуну, чак и оне других врста лемура и птица које нису грабљивице. Прстенасти лемур има различите позиве и реакције на различите класе предатора, као што су птице грабљивице, сисари или змије. Неки лемури, као што су индри, користе различите технике да би се камуфлирали. Често се чују, али их је тешко видети на дрвећу, због чега имају репутацију „духова шуме“.

### Репродукција
Са два изузетка, лемури се паре сезонски, са веома кратким периодима парења и рађања на које веома утиче сезонска доступност ресурса у њиховом окружењу. Сезона парења обично траје мање од три недеље сваке године, а женка вагина се отвара само током неколико сати или дана.
Лемури темпирају период парења и рођења тако даа одговарају времену највеће доступности хране.
Мирис значајно утиче на репродукцију лемура.
Након што се потомство роди, лемури их или носе около или скривају док траже храну.
Још једна особина која већину лемура издваја од антропоидних примата је њихов дуг животни век заједно са високом стопом смртностиноворођенчади. Многи лемури, укључујући и прстенастог лемура, прилагодили су се високо сезонском окружењу, што је утицало на њихов наталитет и сазревање. Ово им помаже да се брзо опораве од пада популације. У заточеништву, лемури могу да живе двоструко дуже него у дивљини, имају користи од редовне исхране која испуњава њихове потребе у исхрани, медицинског напретка и бољег разумевања њихових потреба. Године 1960. сматрало се да лемури могу да живе између 23 и 25 година. Сада је познато да веће врсте могу да живе више од 30 година без показивања знакова старења и да су и даље способне за репродукцију.

### Когнитивне способност
Традиционално се за лемуре сматрало да су мање интелигентни од антропоидних примата, док се за мајмуне и мајмуне често описују да су лукавији. Многе врсте лемура, као што су сифаке и прстенасти лемур, имале су ниже резултате на тестовима дизајнираним за мајмуне, док су имали исти резултат као мајмуни на другим тестовима. Ова поређења можда нису фер јер лемури више воле да управљају објектима устима (уместо рукама) и занимају их само када су у заточеништву. Недавне студије су показале да лемури показују нивое техничке интелигенције на нивоу многих других примата. Лемури у дивљини не користе алатке, предмете, иако је у заточеништву показано да су обични смеђи лемур и прстенасти лемур у стању да разумеју и користе алате.
За неколико лемура је примећено да имају релативно велики мозак. Изумрли Hadropithecu био је велик као велики мужјак павијана и имао је мозак упоредиве величин. Ај-ај такође има велики однос мозга и тела, што може указивати на виши ниво интелигенције.

## Екологија и истраживања
Мадагаскар не само да садржи две радикално различите климатске зоне, прашуме на истоку и сушне регионе на западу,  већ такође варира од дуготрајне суше до поплава изазваних циклоном. Ови климатски и географски изазови, заједно са лошим земљиштем, ниском продуктивношћу биљака, широким спектром сложености екосистема и недостатком стабала која редовно рађају (као што су стабла смокава) довели су до еволуције огромне морфолошке и бихевиоралне разноликости лемура. Њихов опстанак је захтевао способност да издрже еколошке и температурне екстреме, а не годишње просеке.
Лемури су сада или раније попунили еколошке нише које иначе заузимају мајмуни, веверице, детлићи и копитари који пасу. Уз разноврсност адаптација за специфичне еколошке нише, избор станишта међу породицама лемура и неким родовима често је врло специфичан, чиме се минимизира конкуренција.
Мадагаскар је једна од најсиромашнијих земаља на свету,  са високом стопом раста становништва од 2,5% годишње и скоро 70% становништва које живи у сиромаштву. Земља је такође оптерећена високим нивоом дуга и ограниченим ресурсима. Ова социоекономска питања су закомпликовала напоре за очување животињских врста. Због релативно мале површине земље—587.045 км 2 (226.659 квадратних миља)—у поређењу са другим регионима биодиверзитета високог приоритета и високим нивоом ендемизма, земља се сматра једним од најважнијих светских жаришта биодиверзитета, при чему је очување лемура високи приоритет. Упркос додатном нагласку на очување, нема назнака да су изумирања врста која су почела доласком људи завршена.
Сличности које лемури деле са антропоидним приматима, као што су исхрана и друштвена организација, заједно са њиховим сопственим јединственим особинама, учиниле су лемуре највише проучаваним од свих група сисара на Мадагаскару. Истраживања се често фокусирају на везу између екологије и друштвене организације, али и на њихово понашање и морфофизиологију (проучавање анатомије у односу на функцију). Студије њихових животних карактеристика, понашања и екологије помажу у разумевању еволуције примата, јер се сматра да деле сличности са прецима примата.
Највећи проблем са којом се суочава популација лемура је уништавање и деградација станишта. Неке врсте могу бити у опасности од изумирања чак и без потпуне сече шума, посебно врсте које су веома осетљиве на нарушавање станишта. Ако се велика стабла воћа уклоне, шума може одржати мање јединки врсте и њихов репродуктивни успех може бити угрожен годинама.  Мале популације могу бити у стању да опстану у изолованим деловима шуме 20 до 40 године због дугог времена живота, али дугорочно, такве популације можда неће бити одрживе. Мале, изоловане популације такође су у ризику од истребљења услед природних катастрофа и избијања болести (епизоотије). Две болести које су смртоносне за лемуре и које би могле озбиљно да утичу на изоловане популације лемура су токсоплазмоза, коју шире дивље мачке, и вирус херпес симплекс који преносе људи.
Климатске промене и природне катастрофе повезане са временом такође угрожавају опстанак лемура. Последњих 1000 година западни и планински региони постају знатно сушнији, али у последњих неколико деценија јака суша је много учесталија. Постоје индиције да крчење шума и фрагментација шума убрзавају ово постепено исушивање. Последице суше се осећају чак и у прашумама. Како се годишња количина падавина смањује, већа стабла која чине високу крошњу трпе повећану смртност, неплодност и смањену производњу нових листова, што преферирају фоливори лемури. Циклони могу дефолијирати подручје, срушити крошње и створити клизишта и поплаве. Ово може оставити популацију лемура без плода или лишћа до следећег пролећа, што ће од њих захтевати да се прехрањују кризном храном, као што су епифити.
Локални Мадагаскарчани лове лемуре за храну, било за сопствене потребе или за снабдевање луксузне пијаце меса у већим градовима. Већина руралних становника Мадагаскара не разуме шта значи „угрожена врста“, нити знају да је лов на лемуре илегалан или да се лемури налазе само на Мадагаскару.

## У култури Мадагаскара
У локланој култури, лемури и животиње уопште, имају душе (ambiroa) које се могу осветити ако им се руга док су живи или ако су убијене на окрутан начин. Због тога су лемури, као и многи други елементи свакодневног живота, били предмет табуа, локално познатих као fadi, који се могу заснивати на причама са четири основна принципа. Село или регион може веровати да је одређена врста лемура можда предак клана. Они такође могу веровати да се дух лемура може осветити. Алтернативно, животиња се може појавити као доброчинитељ. Такође се сматра да лемури преносе своје квалитете, добре или лоше, на бебе људи. Уопштено говорећи, fadi се протеже даље од осећаја забрањеног, односно може садржати приче о догађајима који доносе лошу срећу.
Један пример fadi о лемуру испричан око 1970. потиче из Амбатофинандрахане у провинцији Фианарантсоа. Према овој причи, човек је кући донео лемура у замци, али живог. Његова деца су хтела да задрже лемура као кућног љубимца, али када им је отац рекао да то није домаћа животиња, деца су тражила да га убију. Након што су деца мучила лемура, он је на крају умро и поједен је. Недуго касније, сва деца су умрла од болести. Као резултат тога, отац је изјавио да ће свако ко мучи лемуре из забаве „бити уништен и да неће имати потомке“.
Fadi не само да може помоћи у заштити лемура и шума у стабилним социо-економским ситуацијама, већ могу довести и до дискриминације и прогона ако се зна да лемур доноси несрећу, на пример, ако хода градом. На друге начине, fadi не штити све лемуре подједнако. На пример, иако лов и једење одређених врста може бити табу, друге врсте можда не ужива такву заштиту и може бити таргетирана. fadi се може разликовати од села до села унутар истог региона. Ако се људи преселе у ново село или регион, њихова fadi се можда неће односити на врсте лемура које су локално присутне, због чега се сматра да су погодне за излов. Ограничења на месо лемура на основу fadi могу се ублажити у временима глади и суше.
Лемур ај-ај је скоро универзално перципиран негативно широм Мадагаскара, иако се прича везана за ову животињу разликују од села до села и региона до региона. Ако људи виде ај-ај, могу га убити и окачити леш на стуб близу пута ван града (да би други могли да однесу несрећу) или спалити своје село и преселити се. Сујеверја везана за ај-ај fadi укључују веровања да убијају и једу кокошке или људе, да убијају људе у сну тако што им пресецају аортну вену, да оличавају духове предака, или да упозоравају на болест, смрт, или лоша срећа у породици. Од 1970. године, људи из округа Мароламбо у провинцији Тоамасина плашили су се ај-ај јер су веровали да има натприродне моћи. Због тога нико није смео да се руга, убије или поједе.
Такође су распрострањене fadi о индрима и сифакама. Често су заштићени од лова и конзумирања због сличности са људима и њиховим прецима, углавном због велике величине и усправног држања. Сличност је још јача са индрима, којима недостаје дугачак реп већине живих лемура. Локално познат као babakoto („предак човека“), индри се понекад сматра родоначелником породице или клана. Постоје и приче о индрију који је помогао човеку да сиђе са дрвета, па се на њих гледа као на добротворе. Друге приче о лемурима укључују веровање да ће жена имати ружну децу ако њен муж убије вунастог лемура, или да ће, ако трудна жена поједе патуљастог лемура, њена беба добити лепе, округле очи.

## У популарној култури
Лемури су такође постали популарни у западњачкој култури последњих година. Франшиза DreamWorks Animation Мадагаскар садржи ликове краља Џулијана, Мориса и Морта; провукла је око 100 милиона људи у бикоспима и 200–300 милиона људи који су филмове гледали на ДВД-у широм света.
Пре емитовања филмова из франшизе Мадагаскар, Zoboomafoo, телевизијска серија за децу (продукција PBS) емитована је од 1999. до 2001. године, је помогла у популаризацији сифака тако што је уживо приказивала праву сифаку као и лутку сифаке.
Серија од двадесет епизода под називом Лемур Кингдом (у Сједињеним Државама) или Lemur Street (у Уједињеном Краљевству и Канади) емитована је 2008. на Animal Planet. Серија комбинује елементе типичне за документарац о животињама са драматичном нарацијом како би представила причу о две групе прстенастих лемура у приватном резервату Беренти.

## Галерија
- Прстенорепи лемур
- Прстенорепи лемур
- Прстенорепи лемур
- Прстенорепи лемур
- Прстенорепи лемур
- Лемур огрличар
- Лемур огрличар
- Мунгосолики лемур
- Црни лемур
- Црни лемур
- Лемур бамбусар
- Научно име: Varecia rubra
- Научно име: Varecia rubra
- Научно име: Eulemur rubriventer
- Научно име: Propithecus coquereli